# 1984-es Ázsia-kupa
Az 1984-es Ázsia-kupa volt a nyolcadik kontinentális labdarúgótorna az Ázsia-kupa történetében. A zárókört Szingapúrban rendezték 1984. december 1. és 15. között. A kupát Szaúd-Arábia válogatottja nyerte meg, miután 2-0 arányban legyőzte Kínát a döntőben.

## Résztvevők
| - Szingapúr (rendező) - Kuvait (címvédő) - Kína - India - Indonézia | - Katar - Dél-Korea - Szaúd-Arábia - Szíria - Egyesült Arab Emírségek |

## Csoportkör

### A csoport
| Csapat       | J | Gy | D | V | Rg | Kg | Gk | P |
| ------------ | - | -- | - | - | -- | -- | -- | - |
| Szaúd-Arábia | 4 | 2  | 2 | 0 | 4  | 2  | +2 | 6 |
| Kuvait       | 4 | 2  | 1 | 1 | 4  | 2  | +2 | 5 |
| Katar        | 4 | 1  | 2 | 1 | 3  | 3  | 0  | 4 |
| Szíria       | 4 | 1  | 1 | 2 | 3  | 5  | –2 | 3 |
| Dél-Korea    | 4 | 0  | 2 | 2 | 1  | 3  | –2 | 2 |

| 1984. december 1. 21:00 |

| Katar     | 1–1   | Szíria            |
| --------- | ----- | ----------------- |
| Halfán 6' | (1–0) | Amber 46' (öngól) |

| Nemzeti Stadion, Szingapúr |

| 1984. december 2. 19:00 |

| Dél-Korea      | 1–1   | Szaúd-Arábia |
| -------------- | ----- | ------------ |
| Lee Tae-Ho 51' | (0–0) | Abdulláh 90' |

| Nemzeti Stadion, Szingapúr |

| 1984. december 3. 21:00 |

| Kuvait              | 1–0   | Katar |
| ------------------- | ----- | ----- |
| Rumajhi 50' (öngól) | (0–0) |       |

| Nemzeti Stadion, Szingapúr |

| 1984. december 4. 21:00 |

| Szíria | 0–1   | Szaúd-Arábia |
| ------ | ----- | ------------ |
|        | (0–0) | Halífa 71'   |

| Nemzeti Stadion, Szingapúr |

| 1984. december 5. 19:00 |

| Kuvait | 0–0 | Dél-Korea |
| ------ | --- | --------- |
|        |     |           |

| Nemzeti Stadion, Szingapúr |

| 1984. december 7. 21:00 |

| Dél-Korea | 0–1   | Szíria     |
| --------- | ----- | ---------- |
|           | (0–1) | Haszan 13' |

| Nemzeti Stadion, Szingapúr |

| 1984. december 8. 19:00 |

| Szaúd-Arábia       | 1–1   | Katar    |
| ------------------ | ----- | -------- |
| Abd al-Dzsavád 61' | (0–0) | Záid 46' |

| Nemzeti Stadion, Szingapúr |

| 1984. december 9. 19:00 |

| Szíria         | 1–3   | Kuvait                                               |
| -------------- | ----- | ---------------------------------------------------- |
| Abu sz-Szel 6' | (1–0) | Mahrúsz 71' (öngól) Dahíl 78' Abdulláh al-Bulúsi 83' |

| Nemzeti Stadion, Szingapúr |

| 1984. december 10. 21:00 |

| Katar       | 1–0   | Dél-Korea         |
| ----------- | ----- | ----------------- |
| Szalmán 69' | (0–0) | Amber 46' (öngól) |

| Nemzeti Stadion, Szingapúr |

| 1984. december 11. 21:00 |

| Szaúd-Arábia | 1–0   | Kuvait |
| ------------ | ----- | ------ |
| Dzsamán 90'  | (0–0) |        |

| Nemzeti Stadion, Szingapúr |

### B csoport
| Csapat                  | J | Gy | D | V | Rg | Kg | Gk | P |
| ----------------------- | - | -- | - | - | -- | -- | -- | - |
| Kína                    | 4 | 3  | 0 | 1 | 10 | 2  | +8 | 6 |
| Irán                    | 4 | 2  | 2 | 0 | 6  | 1  | +5 | 6 |
| Egyesült Arab Emírségek | 4 | 2  | 0 | 2 | 3  | 8  | –5 | 4 |
| Szingapúr               | 4 | 1  | 1 | 2 | 3  | 4  | –1 | 3 |
| India                   | 4 | 0  | 1 | 3 | 0  | 7  | –7 | 1 |

| 1984. december 1. 19:00 |

| Irán                                                        | 3–0   | Egyesült Arab Emírségek |
| ----------------------------------------------------------- | ----- | ----------------------- |
| Aliduszti 27' Sáhroh Bajáni 85' (11-esből) Mohammadháni 87' | (1–0) |                         |

| Nemzeti Stadion, Szingapúr Nézőszám: 15 000 |

| 1984. december 2. 21:00 |

| Szingapúr         | 2–0   | India |
| ----------------- | ----- | ----- |
| Awab 38' Saad 70' | (1–0) |       |

| Nemzeti Stadion, Szingapúr |

| 1984. december 3. 19:00 |

| Kína | 0–2   | Irán                          |
| ---- | ----- | ----------------------------- |
|      | (0–0) | Mohammadháni 56' Arabsáhi 67' |

| Nemzeti Stadion, Szingapúr Nézőszám: 50 000 Játékvezető: George Courtney (angol) |

| 1984. december 4. 19:00 |

| Egyesült Arab Emírségek | 2–0   | India       |
| ----------------------- | ----- | ----------- |
| Taljáni 81' Hamísz 90'  | (0–0) | Khalifa 71' |

| Nemzeti Stadion, Szingapúr Játékvezető: Abu Vahíd (ománi) |

| 1984. december 5. 21:00 |

| Kína                          | 2–0   | Szingapúr |
| ----------------------------- | ----- | --------- |
| Jia Xiuquan 22' Zhao Dayu 39' | (2–0) |           |

| Nemzeti Stadion, Szingapúr |

| 1984. december 7. 19:00 |

| India | 0–0 | Irán |
| ----- | --- | ---- |
|       |     |      |

| Nemzeti Stadion, Szingapúr Nézőszám: 10 000 Játékvezető: Kiat Koo Kwan (maláj) |

| 1984. december 8. 21:00 |

| Szingapúr | 0–1   | Egyesült Arab Emírségek |
| --------- | ----- | ----------------------- |
|           | (0–0) | Abd ar-Rahmán 62'       |

| Nemzeti Stadion, Szingapúr |

| 1984. december 9. 21:00 |

| India | 0–3   | Kína                                            |
| ----- | ----- | ----------------------------------------------- |
|       | (0–1) | Lin Lefeng 12' Gu Guangming 59' Jia Xiuquan 79' |

| Nemzeti Stadion, Szingapúr |

| 1984. december 10. 19:00 |

| Irán                         | 1–1   | Szingapúr |
| ---------------------------- | ----- | --------- |
| Sáhroh Bajáni 56' (11-esből) | (0–0) | Saad 62'  |

| Nemzeti Stadion, Szingapúr Nézőszám: 20 000 |

| 1984. december 11. 19:00 |

| Egyesült Arab Emírségek | 0–5   | Kína                                                                             |
| ----------------------- | ----- | -------------------------------------------------------------------------------- |
|                         | (0–3) | Yang Zhaohui 12' Jia Xiuquan 21' Zuo Shusheng 34' Zhao Dayu 52' Gu Guangming 67' |

| Nemzeti Stadion, Szingapúr Nézőszám: 15 000 |

## Egyenes kieséses szakasz
|  |                          |              |           |                          |   |              |              |       |
|  | Elődöntők                | Elődöntők    | Elődöntők |                          |   | Döntő        | Döntő        | Döntő |
|  | Elődöntők                | Elődöntők    | Elődöntők |                          |   | Döntő        | Döntő        | Döntő |
|  | december 13. – Szingapúr |              |           |                          |   |              |              |       |
|  |                          |              |           |                          |   |              |              |       |
|  | A1                       | Szaúd-Arábia | 1 (5)     |                          |   |              |              |       |
|  | A1                       | Szaúd-Arábia | 1 (5)     | december 16. – Szingapúr |   |              |              |       |
|  | B2                       | Irán         | 1 (4)     |                          |   |              |              |       |
|  | B2                       | Irán         | 1 (4)     |                          |   | Szaúd-Arábia | Szaúd-Arábia | 2     |
|  | december 14. – Szingapúr |              |           |                          |   | Szaúd-Arábia | Szaúd-Arábia | 2     |
|  |                          |              | Kína      | Kína                     | 0 |              |              |       |
|  | B1                       | Kína         | Kína      | Kína                     | 0 | 1            |              |       |
|  | B1                       | Kína         |           |                          |   |              |              |       |
|  | A2                       | Kuvait       | 0         |                          |   |              |              |       |
|  | A2                       | Kuvait       | 0         | Bronzmérkőzés            |   |              |              |       |
|  |                          |              |           |                          |   |              |              |       |
|  | december 16. – Szingapúr |              |           |                          |   |              |              |       |
|  |                          |              |           |                          |   |              |              |       |
|  | Irán                     | Irán         | 1 (3)     |                          |   |              |              |       |
|  | Irán                     | Irán         | 1 (3)     |                          |   |              |              |       |
|  | Kuvait                   | Kuvait       | 1 (4)     |                          |   |              |              |       |
|  | Kuvait                   | Kuvait       | 1 (4)     |                          |   |              |              |       |

### Elődöntők
| 1984. december 13. |

| Szaúd-Arábia                                    | 1–1 (h. u.) | Irán                                                 |
| ----------------------------------------------- | ----------- | ---------------------------------------------------- |
| Sáhin Bajáni 88' (öngól)                        | (0–1)       | Sáhroh Bajáni 42'                                    |
| Büntetőpárbaj                                   |             |                                                      |
| Abdulláh Abd al-Dzsavád Naíma Dzsamán Muszajbea | 5–4         | Hádzsilu Mohtárifar Derahsán Pandzsali Sáhroh Bajáni |

| Nemzeti Stadion, Szingapúr Nézőszám: 40 000 Játékvezető: George Courtney (skót) |

| 1984. december 14. |

| Kína           | 1–0 (h. u.) | Kuvait |
| -------------- | ----------- | ------ |
| Li Huayun 108' | (0–0)       |        |

| Nemzeti Stadion, Szingapúr |

### Bronzmérkőzés
| 1984. december 16. |

| Irán                    | 1–1 (h. u.) | Kuvait                               |
| ----------------------- | ----------- | ------------------------------------ |
| Mohammadháni 81'        | (0–1)       | Haddád 21'                           |
| Büntetőpárbaj           |             |                                      |
| Hádzsilu Ahadi Derahsán | 3–4         | Dahíl Szuvajed V. Mubárak M. Mubárak |

| Nemzeti Stadion, Szingapúr Nézőszám: 50 000 |

### Döntő
| 1984. december 16. |

| Szaúd-Arábia             | 2–0   | Kína |
| ------------------------ | ----- | ---- |
| Nafísza 10' Abdulláh 47' | (1–0) |      |

| Nemzeti Stadion, Szingapúr Nézőszám: 40 000 |

## Győztes

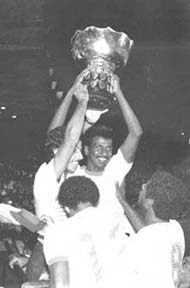
Mádzsed Abdulláh az Ázsia-kupával 1984-ben.

| Az 1984-es Ázsia-kupa győztese |
| ------------------------------ |
| SZAÚD-ARÁBIA 1. cím            |

## Gólszerzők
| 3 gólos - Jia Xiuquan - Sáhroh Bajáni - Nászer Mohammadháni 2 gólos - Gu Guangming - Zhao Dayu - Mádzsed Abdulláh - Razali Saad | 1 gólos - Li Huayun - Lin Lefeng - Yang Zhaohui - Zuo Shusheng - Hamid Aliduszti - Ziá Arabsáhi - Lee Tae-Ho - Abdulláh al-Bulúsi - Fajszal ad-Dahíl - Moajjad al-Haddád - Ibráhím Halfán - Hálid Szalmán - Ali Záid - Mohajszen al-Dzsamán - Mohammed Abd al-Dzsavád - Sáje an-Nafísza - Száleh Halífa - Malik Awab - Valíd Abu asz-Szel - Radván as-Sejh Haszan - Fárúk Abd ar-Rahmán - Adnán at-Taljáni - Fahad Hamísz öngólosok - Sáhín Bajáni (1) (Szaúd-Arábia ellen) - Ibráhím ar-Rumajhi (1) (Kuvait ellen) - Mubárak Amber (1) (Szíria ellen) - Isszám Mahrúsz (1) (Kuvait ellen) |